# 特鲁尔本
特鲁尔本是德国莱茵兰-普法尔茨州的一个市镇。总面积7.36平方公里，总人口1297人，其中男性625人，女性672人（2011年12月31日），人口密度176人/平方公里。